# 1849 год в архитектуре

## Архитекторы

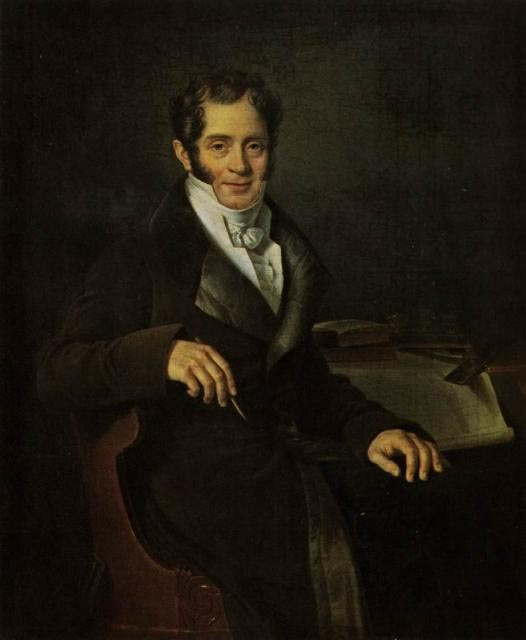
Карл Росси

### Родились
- 9 января — Гаэтано Кох, итальянский архитектор (умер в 1910 г.)
- 22 февраля — Карл Хольцманн, австрийский архитектор (умер в 1914 г.)
- 22 мая — Астон Уэбб, английский архитектор (умер в 1930 г.)
- 29 августа — Джон Сулман[англ.], австралийский архитектор английского происхождения (умер в 1934 г.)

### Скончались
- 18 апреля — Карл Росси, русский архитектор, работавший Санкт-Петербурге (род. 1775).
- Сентябрь — Дэниел Робертсон[англ.], американский архитектор и дизайнер садов (родился около 1770 г.).
- Роберт Кэри Лонг[англ.] , американский архитектор, работавший в Балтиморе (родился в 1810 году)
- Джон Пинч[англ.], английский архитектор, работавший в Бате (род. 1796 г.)

## Здания и сооружения
Российская империя

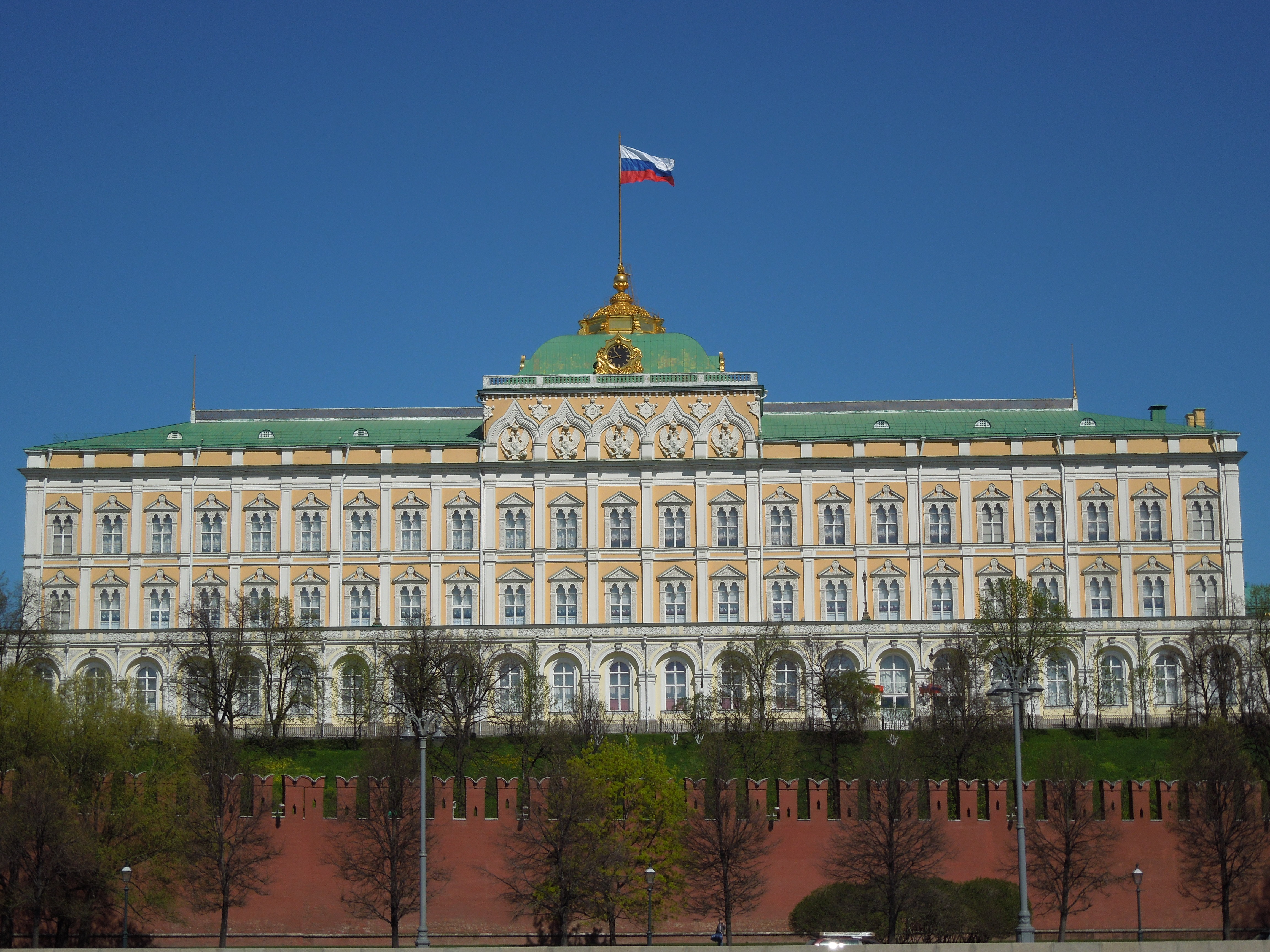
Большой Кремлёвский дворец

- Завершено строительство Большого Кремлёвского дворца в Московском Кремле.

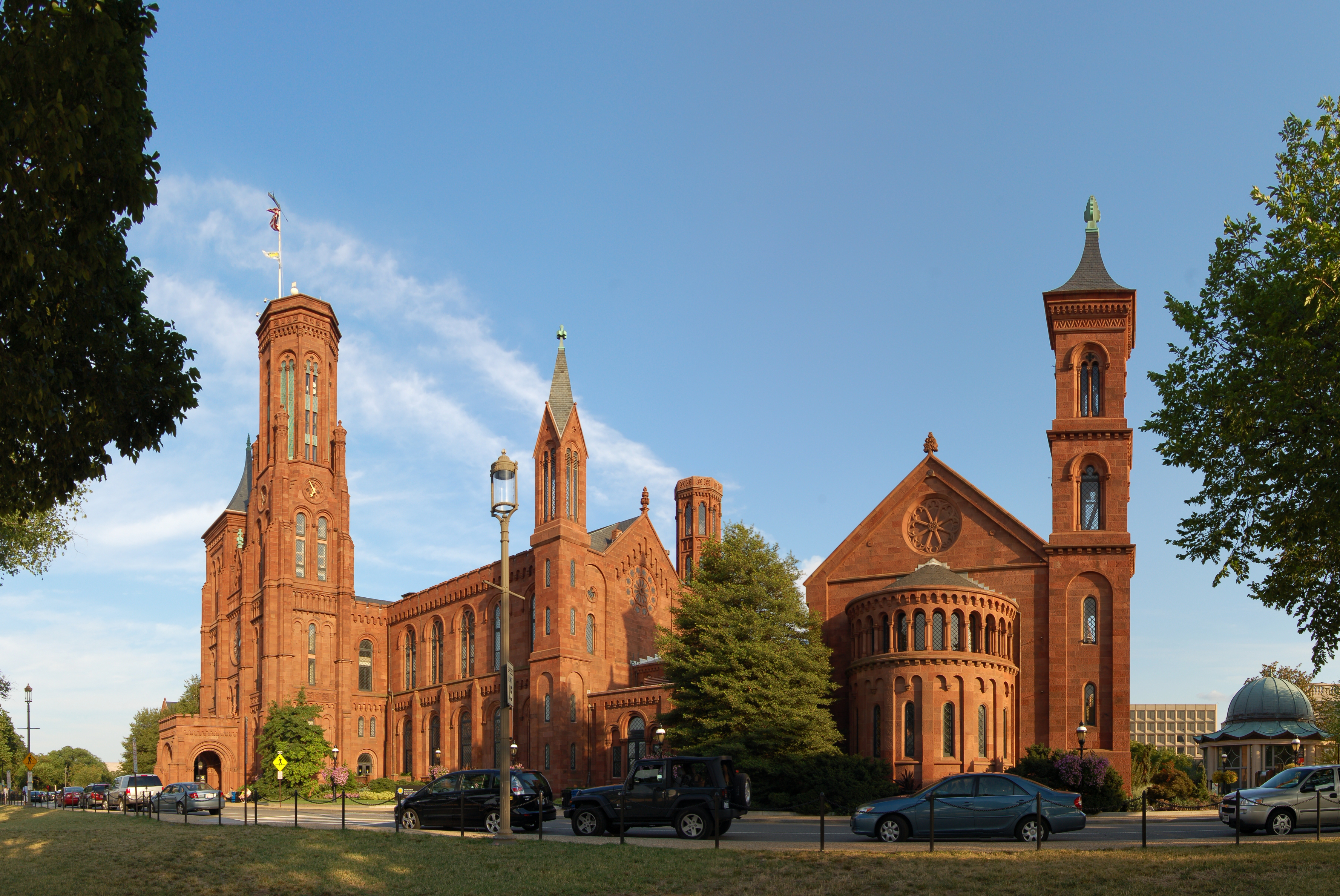
Здание Смитсоновского института

- Закончилось строительство Благовещенской церкви Красногвардейского полка В Санкт-Петербурге.
- Завершилось строительство Введенского храма в селе Спирово Московской области.
- Построен Дом купца Мичурина в историческом центре Нижнего Новгорода.
- Заложен Никольский собор в селе Рогачёво Московской области.

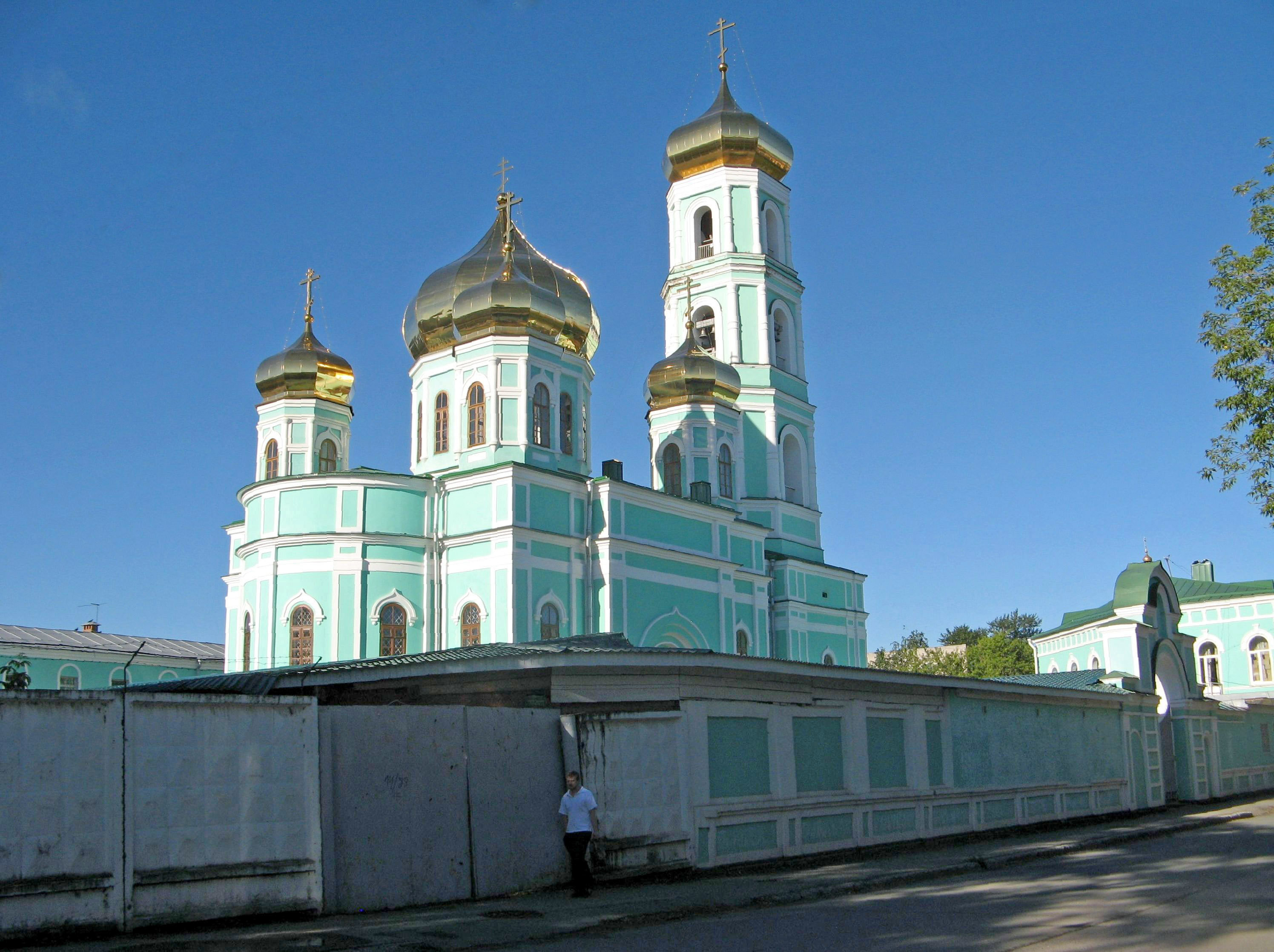
Троицкий собор, Пермь

- Троицкий собор, ПермьЗавершилась перестройка Вознесенского собора в Александровске, сейчас ЛНР.
- Завершилось строительство Усадьбы Максимовых в Нижнем Новгороде[1].
- Завершено строительство Троицкого собора в Перми.
- Завершилось строительство Усадьбы Вяхиревых в Нижнем Новгороде.
- Построен храм Рождества Пресвятой Богородицы в селе Глыбоцкое, Гомельская область.
- Построен Дом Теплова в городе Пушкин.

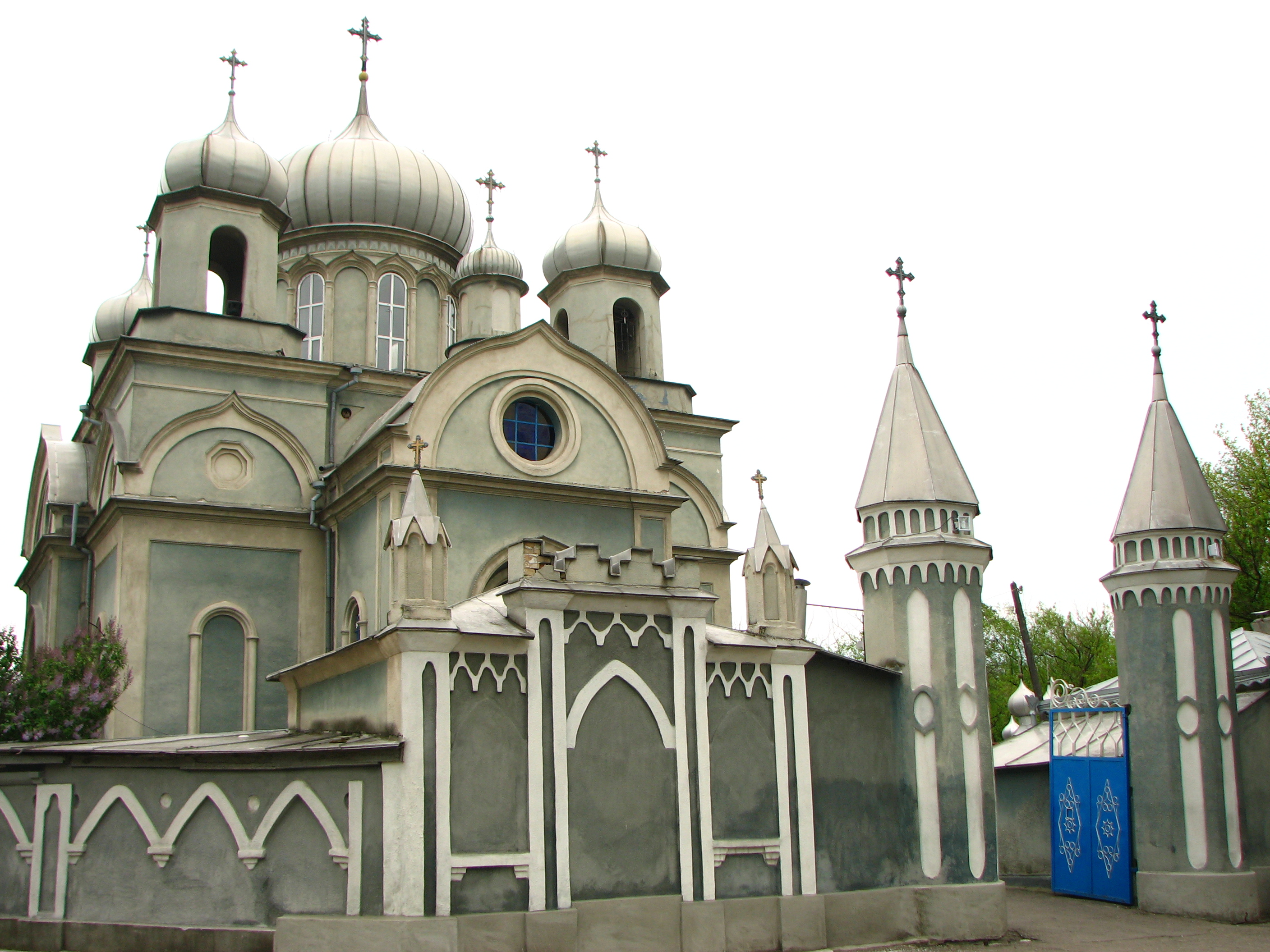
Вознесенский собор в Александровске

- Вознесенский собор в АлександровскеЗавершен храм Успения Пресвятой Богородицы в селе Богослово, Московская область.

Великобритания
- Был построен вокзал жд станции Эшби-де-ла-Зауч[англ.], Лестершир, Англия.
- Построена Церковь Непорочного Зачатия на Фарм-Стрит[англ.] в Лондоне.
- Заложен собор Успения Божией Матери и Всех Святых в Лондоне.
- Заложен католический Собор Святого Евгения, Лондондерри, Северная Ирландия.

Турция
- Началось строительство дворца Ыхламур в Стамбуле, Турция.Здание Смитсоновского института

Польша
- Закончилось строительство Усадьбы в Гоще; Малопольское воеводство, Польша[2].

Соединённые Штаты Америки
- Заложено здание Смитсоновского института в Вашингтоне, США.
- Построена Моряцкая церковь Детройта, США.
- Выстроено здание Бостонской таможни[англ.], Массачусетс, США.

Норвегия

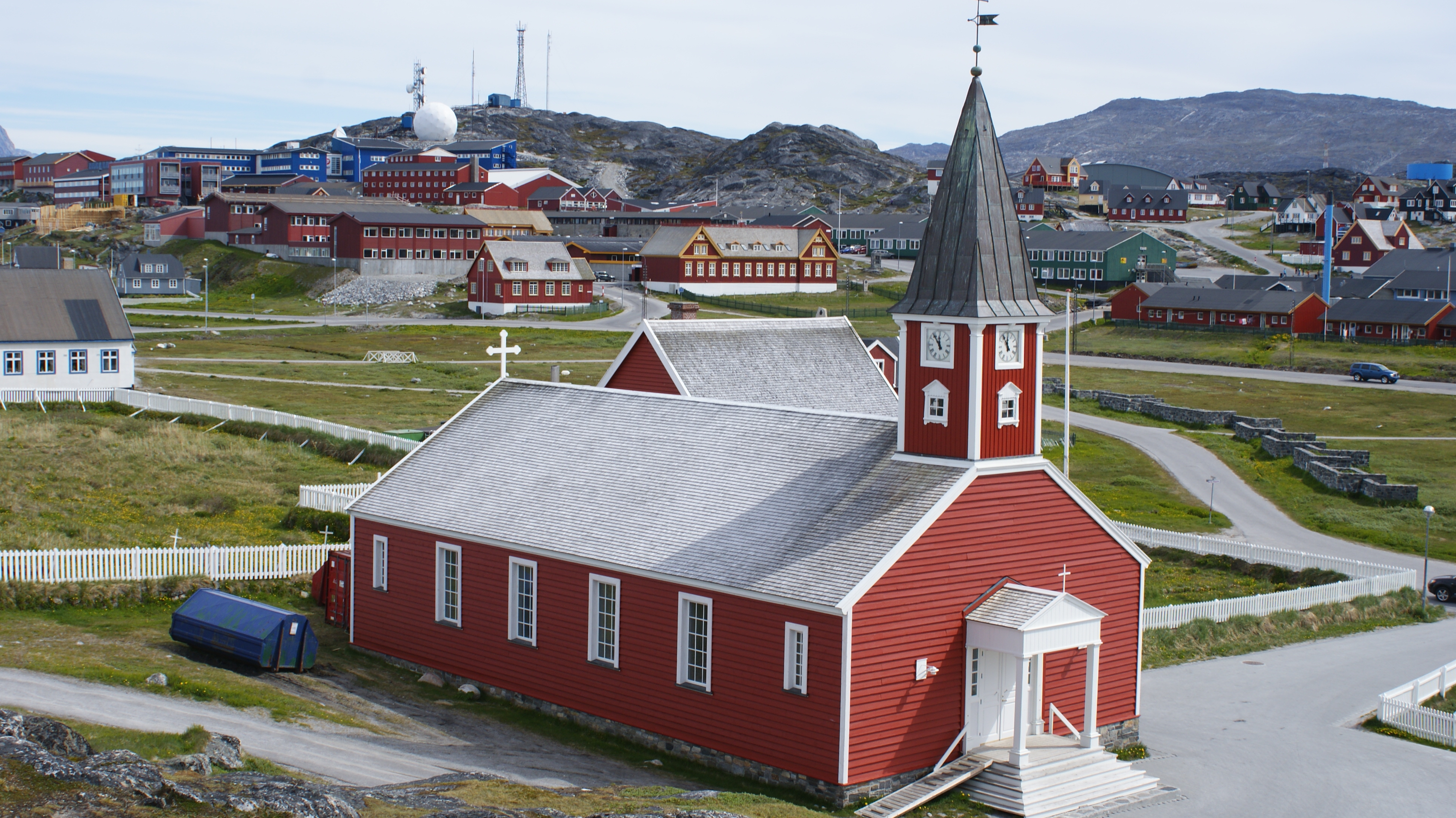
Собор Нуука

- Построен королевский дворец в Осло, Норвегия.
- Завершено строительство лютеранского Хамарского собора; Хамар, Норвегия.

Германия
- Началось строительство католической Троицкой церкви, Бранденбург.

Израиль
- Построена англиканская Церковь Христа в Иерусалиме.

Гренландия
- Построен лютеранский Собор Нуука в Нууке, Гренландия.